# Теодат Поуп Реддл

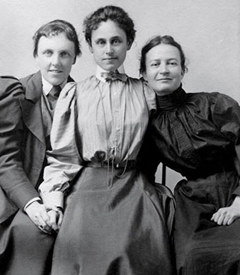
Теодат Поуп, Еліс Гамільтон і студентка, яку вважають Агнес Гамільтон, 1888 рік. Надано школою міс Портер.

Теодат Поуп Реддл (2 лютого 1867 — 30 серпня 1946) — американська архітекторка і філантропка. Вона вижила під час катастрофи корабля Лузітанія.

## Біографія
Еффі Брукс Поуп народилася у Клівленді, штат Огайо. Вона єдина дитина промисловця та колекціонера творів мистецтва Альфреда Етмора Поупа та його дружини Ади Лунетт Брукс, і  двоюрідна сестра Луїзи Поуп,  майбутньої матері архітектора Філіпа Джонсона.
Коли Еффі виповнилося 19, вона змінила своє ім'я на Теодат, на честь своєї бабусі - Теодат Стекпол.
Вона закінчила школу міс Портер у Фармінгтоні, штат Коннектикут, а згодом найняла приватних репетиторів з архітектури.
1926 року вона стала першою жінкою, що отримала ліцензію архітектора в Нью-Йорку та шостою жінкою, яка отримала ліцензію в Коннектикуті, і була призначена членом Американського інституту архітекторів.
Вона спроєктувала Хілл-Стед, сімейний маєток (тепер Музей Хілл-Стед ) у Фармінгтоні, а також спроєктувала та заснувала школу Ейвон в Ейвоні та школу Вестовер.
Її найвідомішим архітектурним замовленням була реконструкція 1920 року - місце народження Теодора Рузвельта в Нью-Йорку. Восени 2014 року робота Поуп була визнана в конкурсі «Побудовано жінками Нью-Йорка», започаткованому Архітектурним фондом Беверлі Вілліс для визначення видатних і різноманітних місць та просторів, спроєктованих, розроблених і побудованих жінками.

## Вибрані будівлі

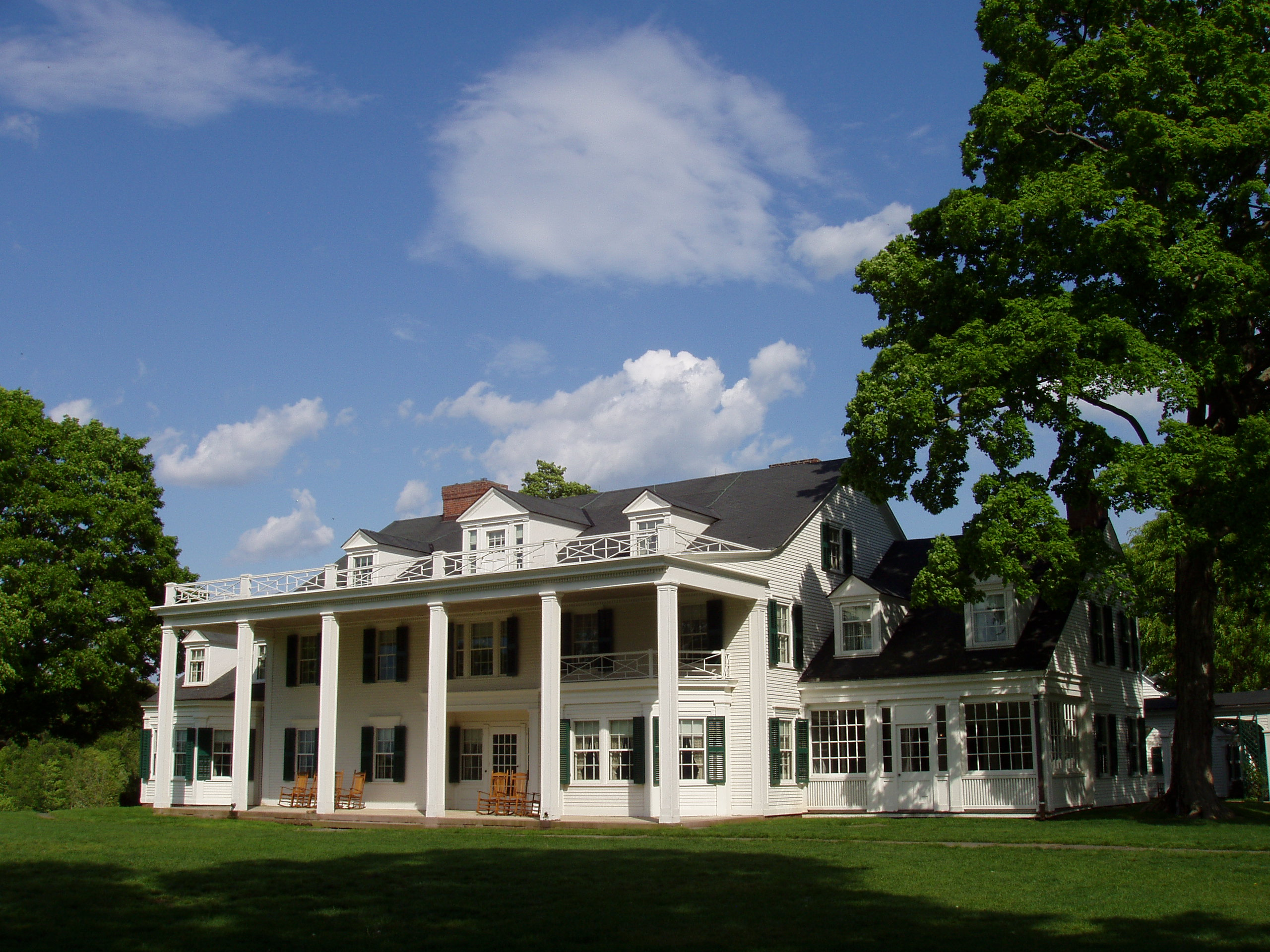
Музей Хілл-Стед

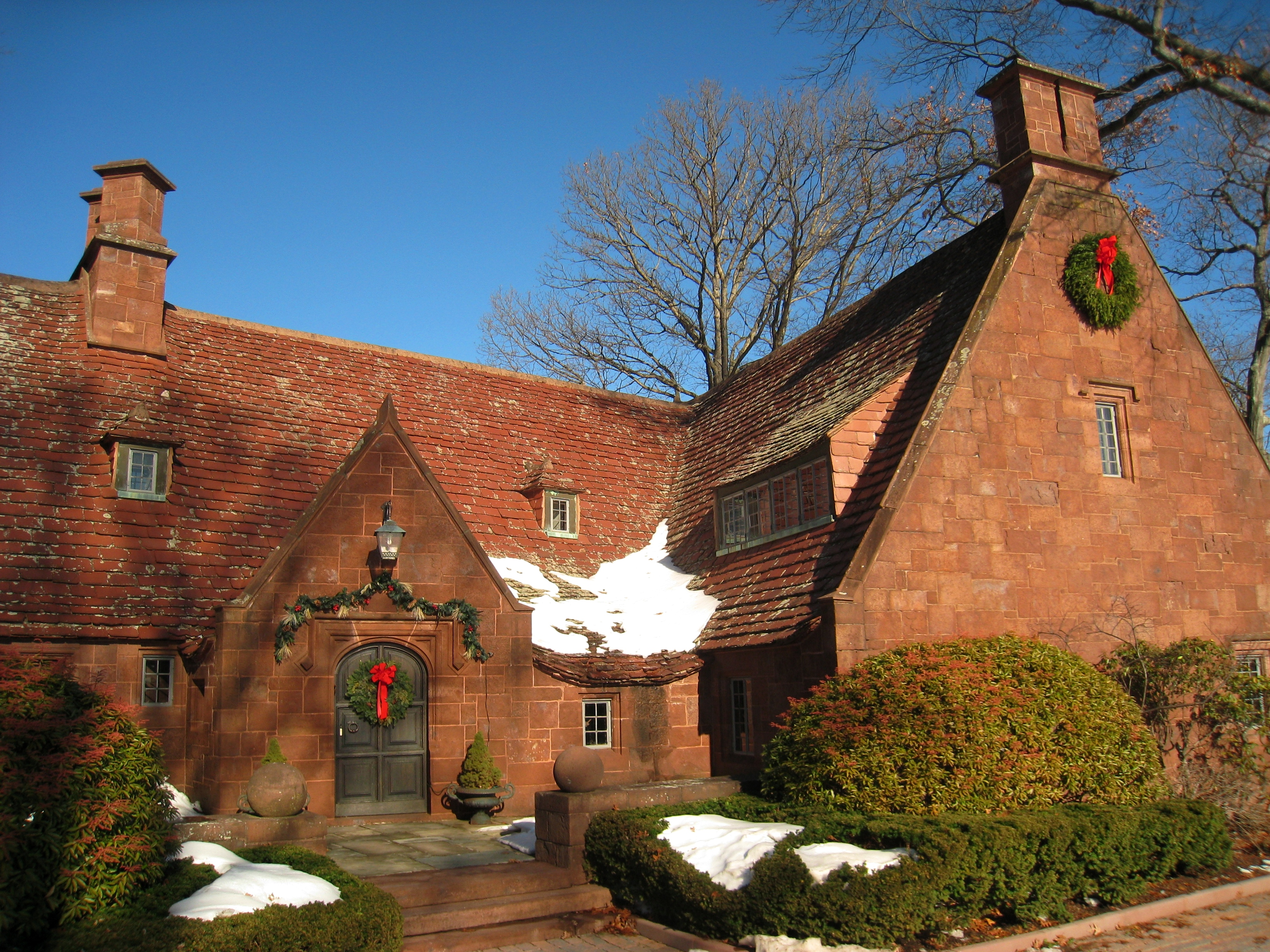
Школа старих ферм Ейвон

- 1898—1907: Будинок Альфреда Поупа, Хілл-Стед, Фармінгтон, Коннектикут (разом з МакКімом, Мідом і Вайтом).
- 1906—1909: Вестоверська школа, Міддлбері, Коннектикут.
- 1911—1914: маєток Джозефа П. Чемберлена, Хайфілд, Міддлбері, Коннектикут.
- 1913—1914: Mrs. Маєток Чарльза О. Гейтса, Дормер Хаус, Локуст Веллі, Лонг-Айленд, Нью-Йорк.
- 1914—1915: Початкова школа Хоп Брук, Наугатук, Коннектикут.
- 1915: Житло для робітників, Фармінгтон, Коннектикут.
- 1918—1927: Школа Ейвона, Ейвон, Коннектикут.
- 1919—1922: Місце народження Теодора Рузвельта (реконструкція, реставрація інтер’єру, дизайн прилеглої будівлі) Нью-Йорк, Нью-Йорк [8].

Її документи зберігаються в музеї Хілл-Стед, в школі Ейвон Олд Фармс і в архіві Вестоверської школи.

## Професійні асоціації
Теодат Поуп була членом декількох асоціацій:
- Архітектурної ліги Нью-Йорка;
- Американського археологічного інституту;
- Американської академії мідієвістики[10]

## Лузітанія
1 травня 1915 року вона піднялася на борт британського океанського лайнера RMS Lusitania, як пасажир першого класу, разом зі своєю покоївкою міс Емілі Робінсон і професором Едвіном В. Френдом, співмешканцем Фармінгтона.  Після того, як корабель торпедував німецький підводний човен 7 травня, Поуп, Робінсон і Френд рушили до рятувальних шлюпок. Екіпаж «Лузітанії» не мав досвіду спускати човни на воду, і Поуп побачила, як одна рятувальна шлюпка перекинула всіх своїх пасажирів у море. Поуп і Френд вирішили, що краще стрибнути з колоди. Перш ніж стрибнути, Теодат звернулася до своєї служниці зі словами: «Ходи, Робінсоне».
У воді Поуп була забита уламками та плавцями, які намагалися врятуватися. «Люди навколо мене билися, страйкували і боролися», — згадувала вона пізніше. «Потім чоловік, божевільний від страху, раптово стрибнув і приземлився мені на плечі, вірячи, що я можу його підтримати».
Вона втратила свідомість у воді, і коли її врятували, її спочатку поклали серед мертвих, поки інша врятована пасажирка, Белль Нейш, не впізнала в ній ознаки життя. Однак минуло дві години, перш ніж її вдалося реанімувати. Ні Робінсон, ні професор Френд не вижили. 

## Особисте життя
6 травня 1916 року Теодат вийшла заміж за 52-річного Джона Уоллеса Редла, колишнього американського дипломата. Теодат цікавилася парапсихологією і була членкинею Американського товариства психічних досліджень. Вона посварилася з Джеймсом Х. Гіслопом і пішла у відставку в 1915 році 
Померла Теодат Поуп Реддл 30 серпня 1946 року у своєму будинку в Фармінгтоні.

## Дивись також
- Жінки в архітектурі

## Зовнішні посилання
- Learn about Theodate Pope Riddle. Hill-Stead Museum. Farmington, Connecticut.
- Теодат Поуп Реддл на сайті Find a Grave (англ.)